# Râul Ghergheasa
Râul Ghergheasa este un curs de apă, afluent al râului Buzău prin Lacul Amara. 

## Hărți
- Harta Județului Buzău